# Запобіжна система виховання

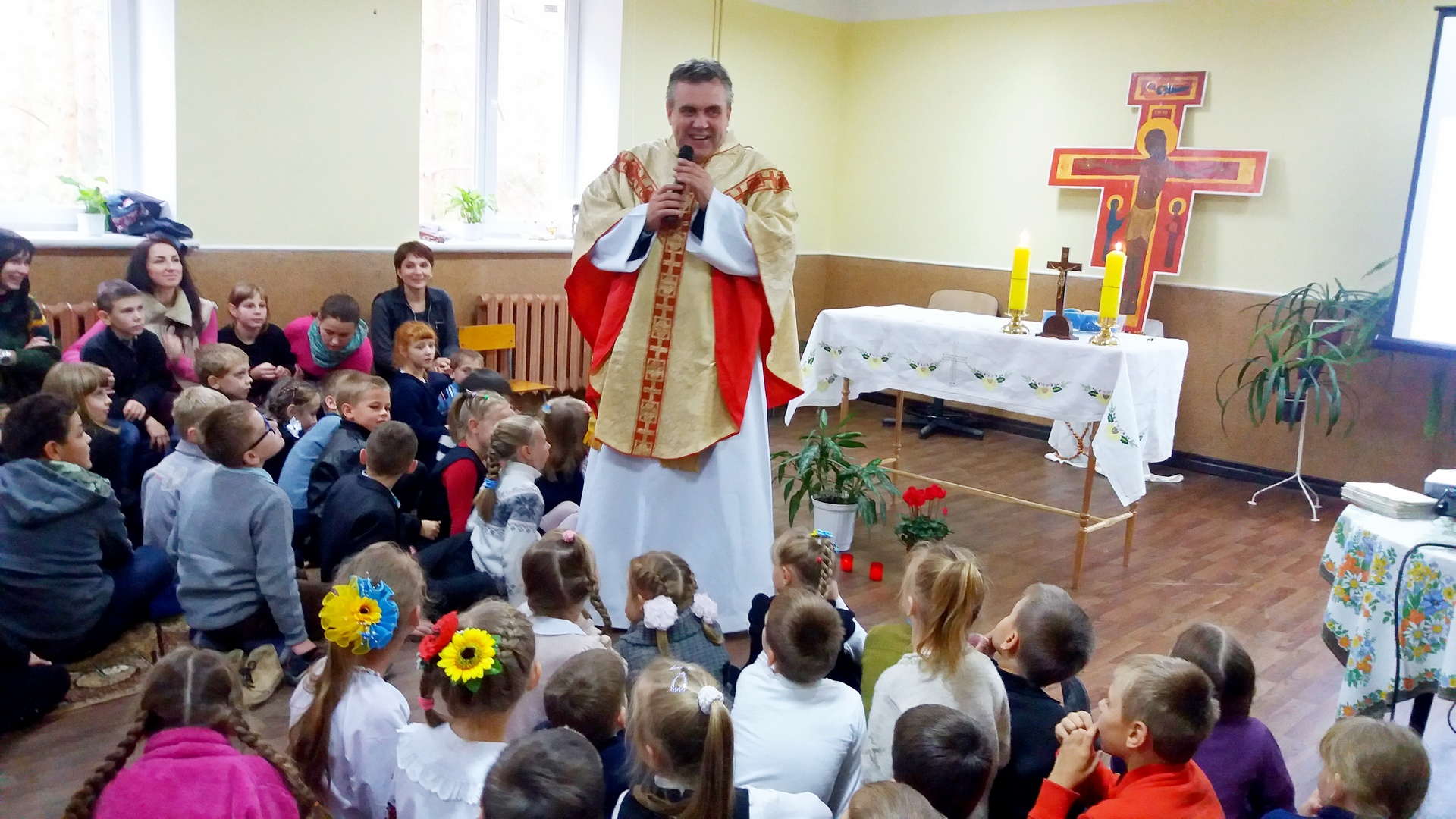
Свята Меса у Салезiянськiй школi Всесвiт" (м. Житомир)

Запобіжна система виховання - (превентивна система, попереджувальна система або виховна система св. Йоана Боско (Іван Боско) - виховний метод, який ґрунтується не на застосуванні примусу, а на розвитку потенціалу добра і розуму, який є у кожного учня.  Вихователь з повною повагою до вільної волі молодої людини стає близьким їй, щоб супроводжувати її на шляху правдивого зростання.  Запобіжна система полягає в тому, щоб передбачити дії вихованців так, щоб спонукати їх до добра і запобігати неправильним вчинкам . 
Творець запобіжної системи св. Йоан Боско (Іван Боско) не займався теорією педагогіки, а розвивав свій виховний метод, працюючи з молоддю у своєму ораторії в передмісті Турина . Запобіжна система тепер є основною формою апостольства салезіян (які вважають себе духовними наступниками Дона Боско) та інших груп Салезіанської Родини.  Вона успішно використовується у салезіанських школах і ораторіях.

## Основні принципи запобіжної системи виховання
Розум, релігія, любов
Дон Боско базував свою освітню систему на трьох фундаментальних стовпах: розумінні, релігії та любові.  Вихователь має виконувати своє завдання переважно на особистому прикладі: мудро й раціонально приймати рішення, жити згідно з принципами християнства та доброзичливо ставитися до інших людей .
"Краще передбачити, ніж потім лікувати"
Характерною рисою підходу туринського просвітителя до молоді була «превентивна ментальність».  Ідея профілактики є ключем і основою всього його виховного методу.  Святий зрозумів, що «краще діяти превентивно, ніж карати».  Він був переконаний, що «молода людина за своєю природою добра», а тому набагато легше захистити і зміцнити це природнє добро, ніж лікувати рани від неправильного виховання, злих вчинків, зіпсуття.  А найкращий спосіб запобігти злу та виправити суспільство – це добре виховання. 

Інтегральне виховання

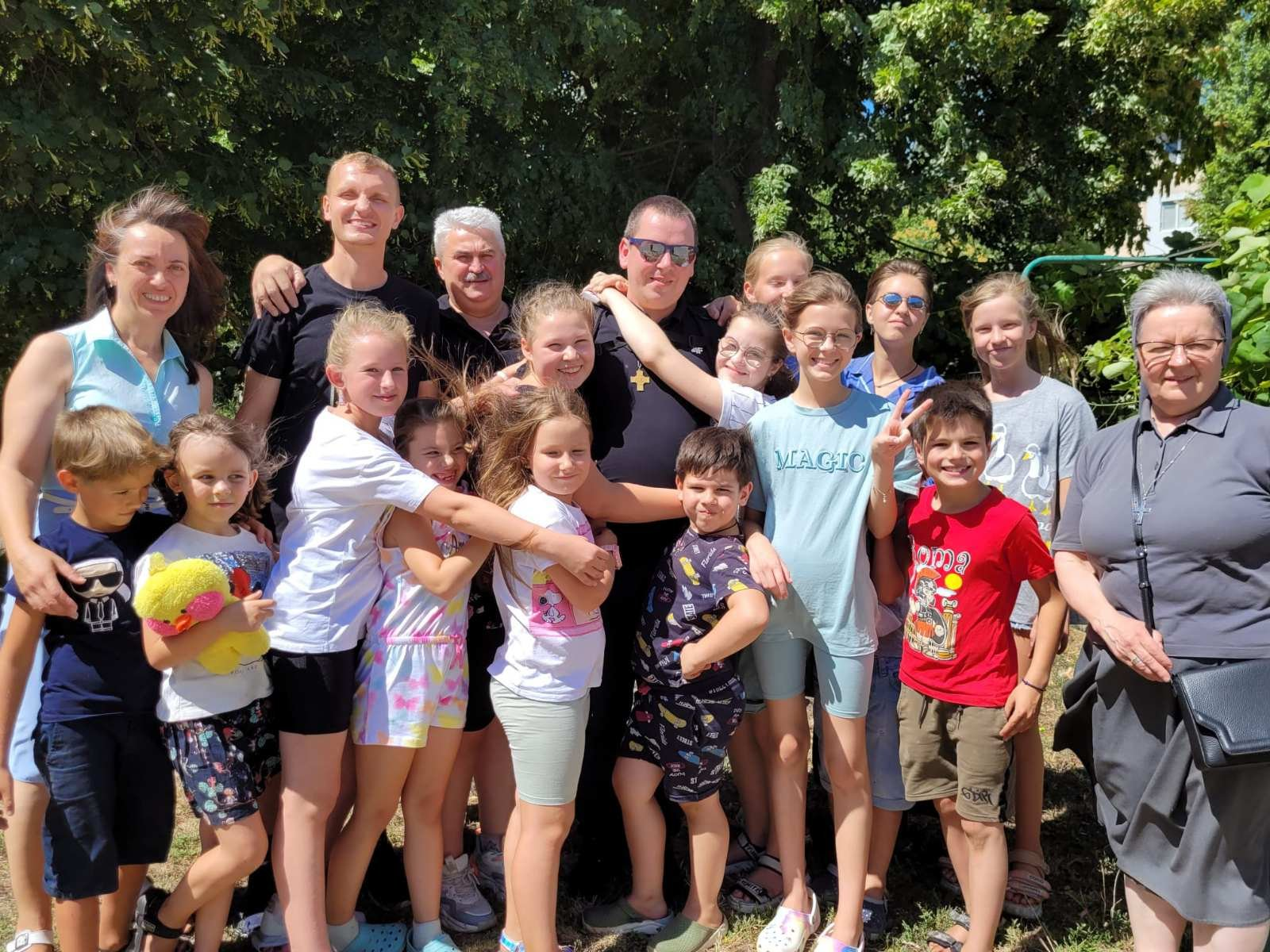
"Веселі канікули" в Молодіжному Центрі "Дон Боско" (м. Одеса)

Педагогічний метод Дона Боско, що випливає з християнського бачення людини, ставить релігійний вимір у центр виховного процесу.  Виховати святого означало привести молоду людину до зустрічі з Богом у Христі Спасителі. 
Центральне місце в системі Дона Боско займають християнські практики – життя за Євангелією (дотримання заповідей), часті сповідь і участь у Євхаристії.  Однак вихованця не слід примушувати приймати таїнства, а варто рішуче заохочувати та дозволяти ними користуватися . 
Виховання має враховувати дари і допомагати читати Божі задуми щодо даної людини, братися за них і реалізовувати їх.  Виховний  процес полягає, серед іншого, у допомозі молодій людині, щоб  її вільна воля зустрічалася з люблячою пропозицією Бога. 
Справа серця
Святий просвітитель був переконаний, що виховувати – значить досягати серця вихованця.  Він говорив: «виховання – справа серця».  Він усвідомлював, що «завоювання серця молодої людини», тобто встановлення з ним глибоких стосунків, визначає плідність виховного впливу 

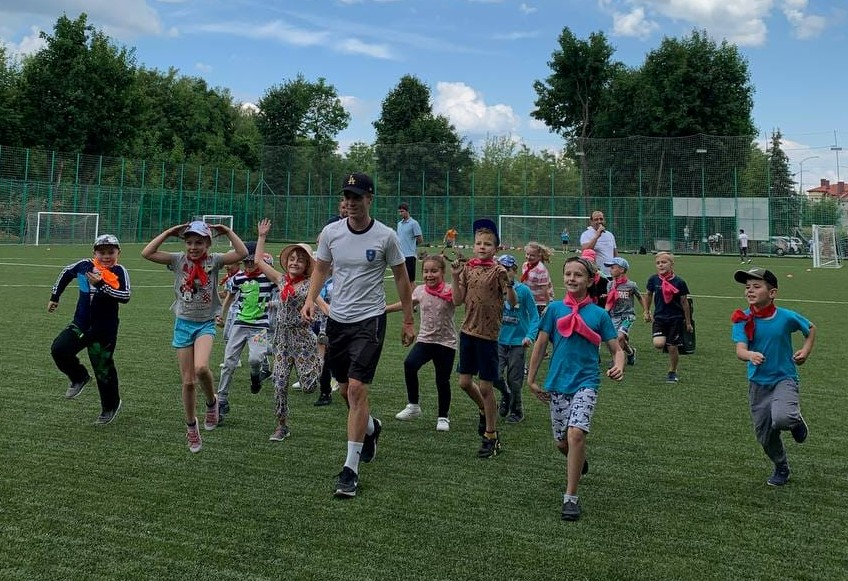
Футбольний майстер-клас на базі ФК "Покрова" Молодіжний центр св. Івана Боско (м. Львів)

Запобіжна система вимагає  від наставника (вихователя) відданості.  Він повинен приділяти вихованцям багато часу і уваги.  Вихователь, який використовує превентивну систему хоче стати другом своїх вихованців.  Тому цей метод вимагає від нього довіри до підопічних, а також надання їм достатньої свободи «стрибати, бігати та дуріти за бажанням» .  Особливістю цієї системи є також вимога, щоб наставник взаємодіяв з кожним з вихованців окремо, оскільки кожен учень має бути «в центрі навчального процесу» . У цьому процесі обидві сторони (вихователь і учень) збагачуються і освячуються.
Святкування, спільнота, радість
Святий педагог усвідомлював, що природна потреба підліткового віку – це радість, ентузіазм, рух, змагання, розвиток талантів і працездатності, прагнення до досконалості і святості.  Тому він заохочував своїх колег: «любіть те, що любить молодь», а своїм хлопцям повторював: «Любі сини, ми створені для радості». 
Дон Боско керувався дуже простим правилом, що джерелом гріха часто є нудьга та неробство, тому особливо наголошував на необхідності конструктивного залучення молоді у вільний час.  Він вважав, що «гімнастика, музика, декламації, театр, прогулянки є найефективнішим засобом досягнення дисципліни, вони сприяють моральності та здоров’ю» .  Такі традиційні та інші заняття і донині проводяться в салезіанських ораторіях та школах.